# Zaślubiny Polski z morzem

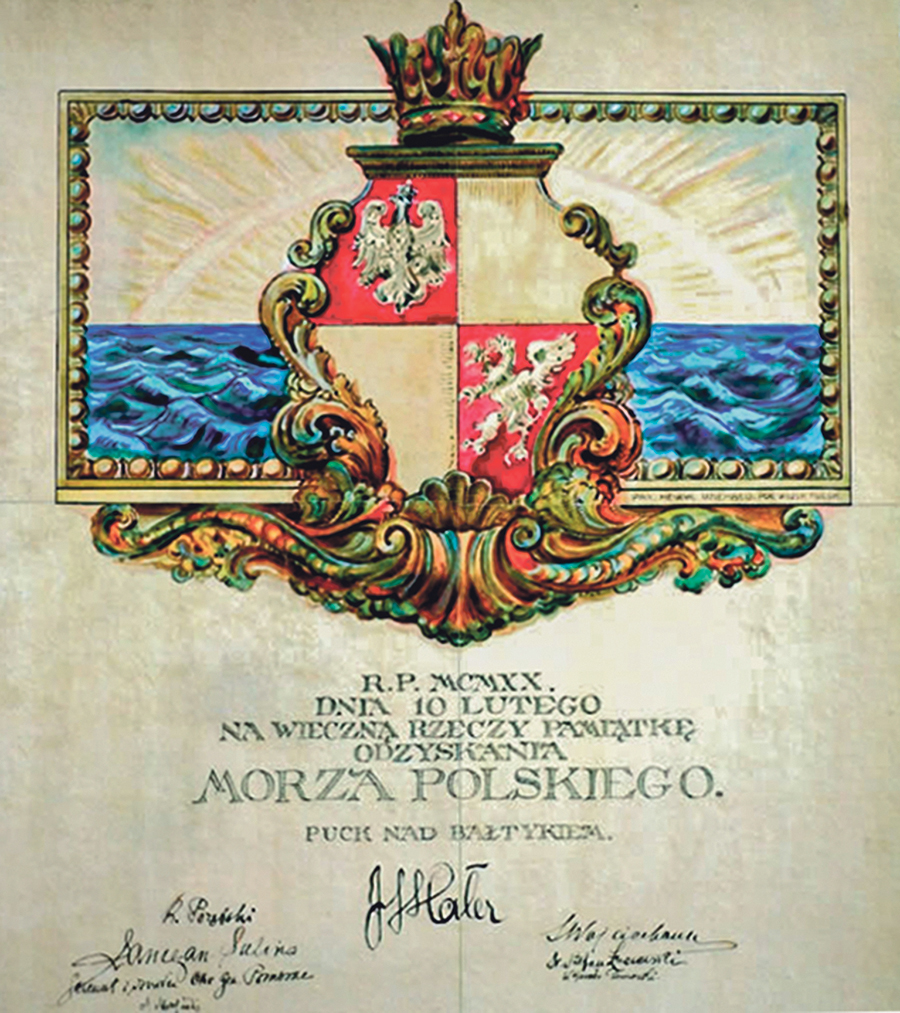
Akt zaślubin Polski z morzem autorstwa Henryka Uziembły

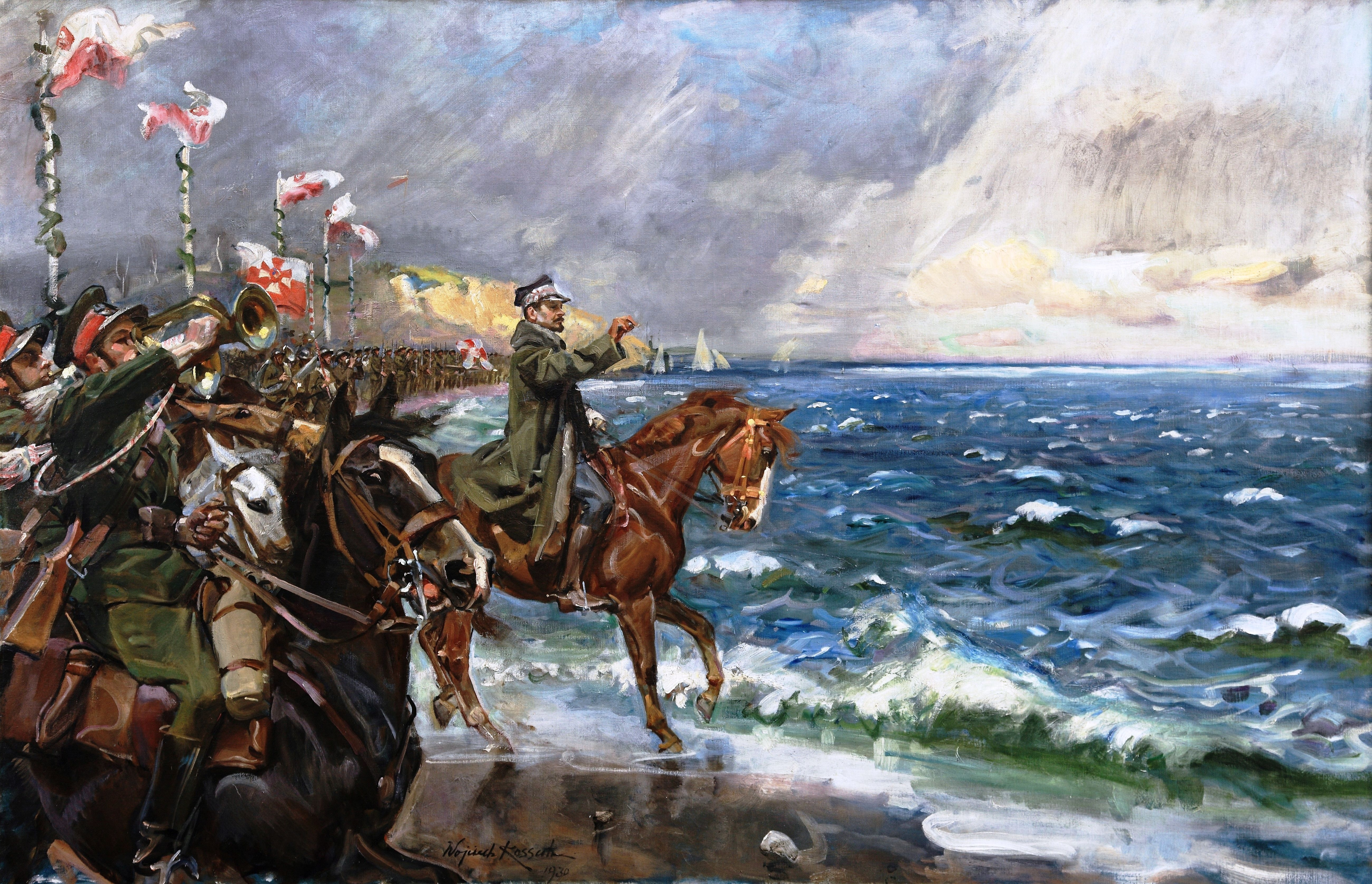
Zaślubiny Polski z morzem, Wojciech Kossak, 1930

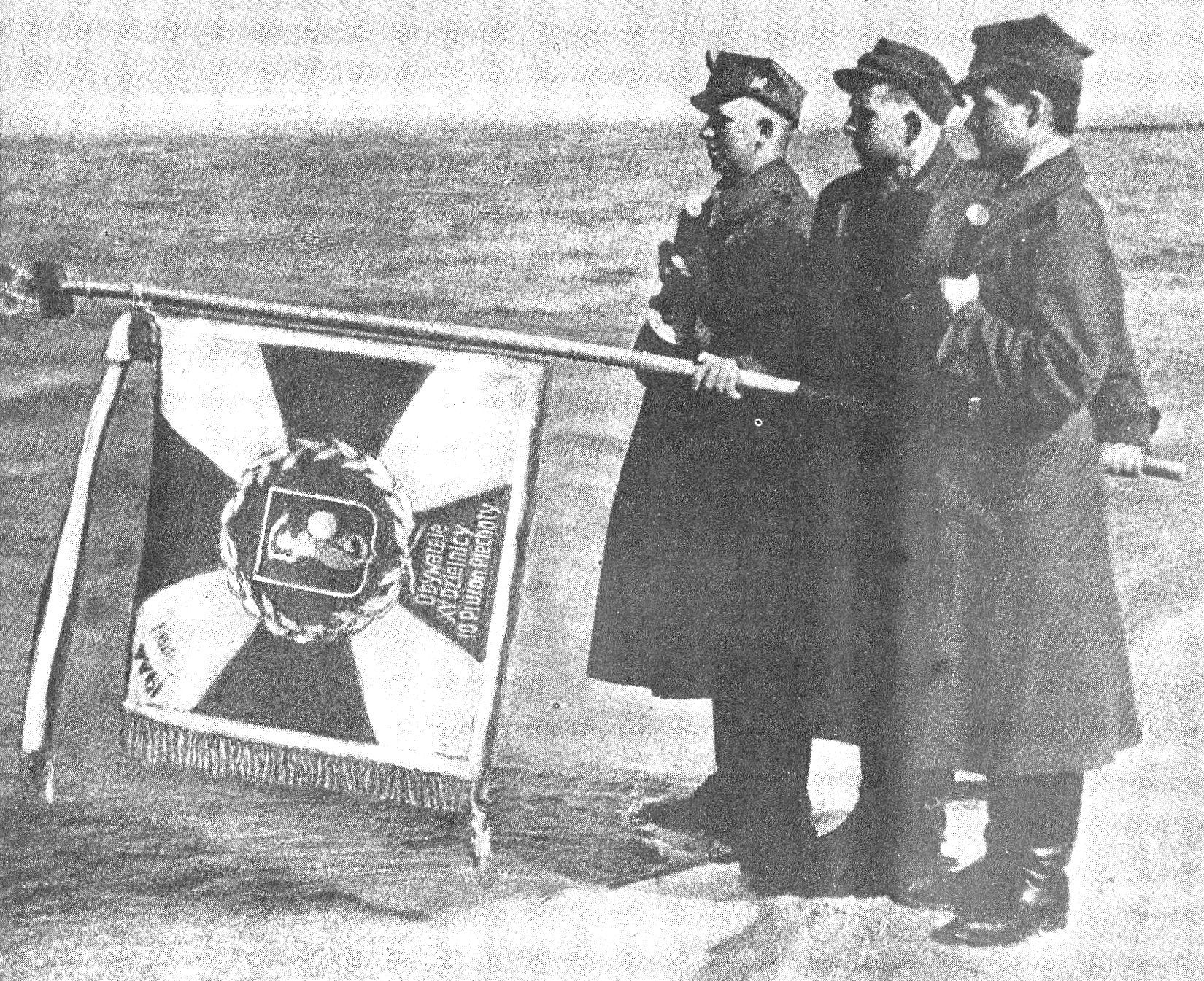
Żołnierze 10 pułku piechoty 4 Pomorskiej Dywizji Piechoty podczas uroczystości zaślubin Polski z morzem w Kołobrzegu, 18 marca 1945

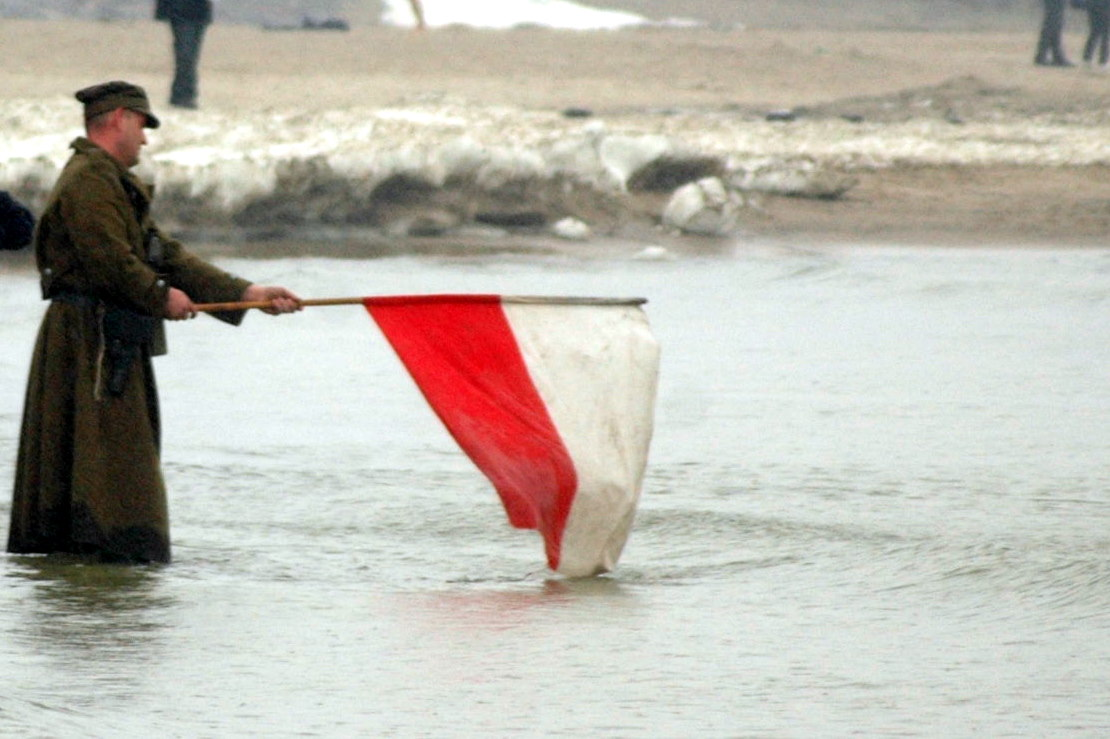
Inscenizacja zaślubin Polski z morzem w 2010 roku w Kołobrzegu

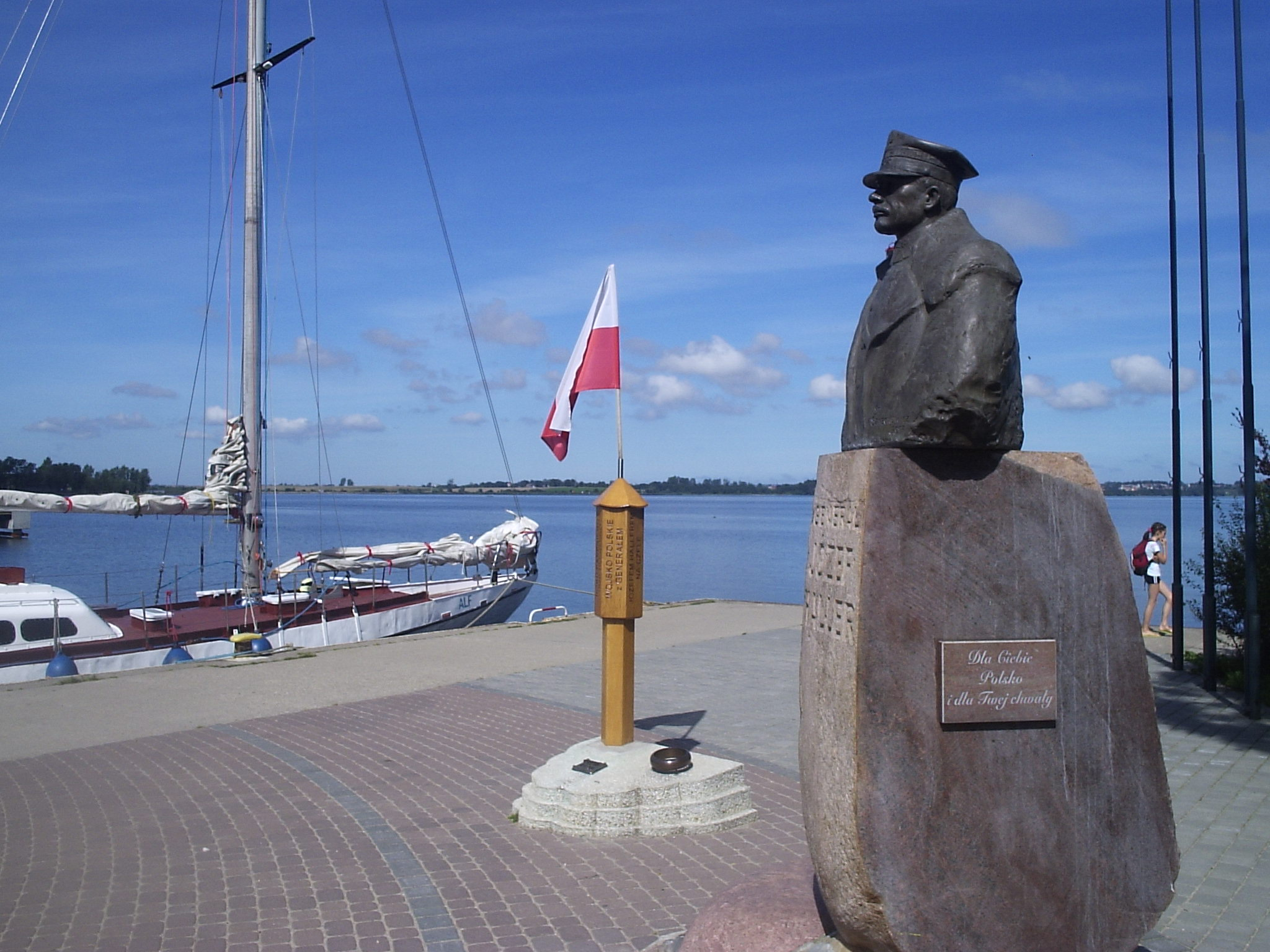
Pomnik Józefa Hallera w Pucku

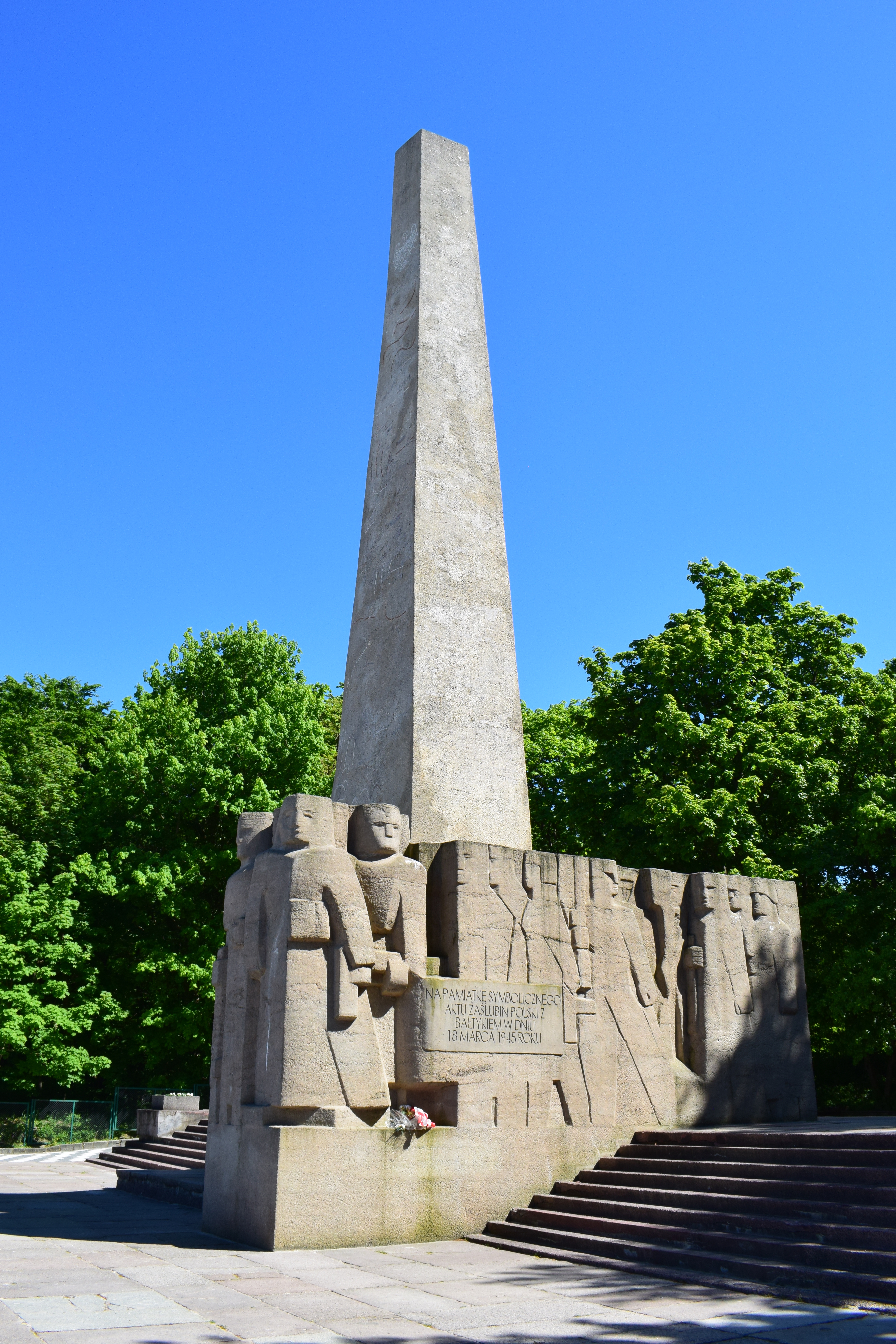
Pomnik Zaślubin Polski z Morzem w Kołobrzegu

Zaślubiny Polski z morzem – ceremonia, która odbyła się 10 i 11 lutego 1920 roku w Pucku i w Wielkiej Wsi oraz w marcu 1945 roku w Dziwnówku (15), Mrzeżynie (17) i Kołobrzegu (18), mając symbolizować odzyskanie przez Polskę dostępu do Morza Bałtyckiego.

## Opis
W październiku 1919 roku generałowi dywizji Józefowi Hallerowi powierzono dowództwo Frontu Pomorskiego, utworzonego w celu pokojowego i planowanego odzyskania Pomorza, zgodnie z ustaleniami traktatu wersalskiego, odebranego Polsce wskutek rozbiorów. Zgodnie z planem przejmowanie ziem pomorskich rozpoczęło się 18 stycznia 1920 roku od przejęcia Torunia przez oddziały 16 Pomorskiej Dywizji Piechoty.
Pomimo kilku incydentów, wśród których było kilka prób stawiania zbrojnego oporu, a także liczne przypadki sabotażu, odzyskiwanie Pomorza dla Polski przebiegało bez większych zakłóceń. 10 lutego 1920 roku generał Józef Haller wraz z ministrem spraw wewnętrznych Stanisławem Wojciechowskim oraz nową administracją województwa pomorskiego przybyli do Pucka, gdzie dokonali symbolicznych zaślubin Polski z Bałtykiem.
Głównym punktem zorganizowanych wtedy uroczystości była msza dziękczynna. Nabożeństwo celebrował dziekan polowy Antoni Rydlewski. Kazanie wygłosił Józef Wrycza. W czasie mszy świętej duchowni poświęcili Banderę Polską, którą przy huku 21 salw armatnich Eugeniusz Pławski wraz z Florianem Napierałą podnieśli na maszcie jako znak objęcia przez Polską Marynarkę Wojenną wachty na Bałtyku. W imieniu dotychczasowych strażników Wybrzeża rybak kaszubski, szyper Jakub Myślisz, przekazał symbolicznie straż w ręce polskiego marynarza. W dniu tym, co Kaszubi uważali za dobry znak, Zatoka Pucka była zamarznięta.

Zaślubiny odbyły się poprzez wrzucenie pierścienia do morza. Tego dnia, przed zaślubinami, odbyło się spotkanie generała i delegacji władz Polski w Gdańsku z tamtejszymi Polakami, którzy ofiarowali na ręce Józefa Hallera dwa platynowe pierścienie. Pierścienie te były sfinansowane przez polskich gdańszczan, na przykład rodziny Leszczyńskich czy Raciniewskich. Podczas ceremonii jedynymi żołnierzami, którzy wjechali konno z brzegu do wody, byli Józef Haller i Władysław Zakrzewski. W czasie ceremonii generał Haller powiedział między innymi: 

(...)...oto dziś dzień krwi i chwały. Jest on dniem wolności, bo rozpostarł skrzydła Orzeł Biały nie tylko nad ziemiami polskimi, ale i nad morzem polskim (...) zawdzięczamy to przede wszystkim Miłosierdziu Bożemu, a potem wszystkim, którzy w walce nie ustawali (...).

W Rewie na dziesięciu szkutach podniesiono polskie bandery, flota ta stworzyła zalążek Polskiej Marynarki Handlowej.
Polska objęła 10 lutego odcinek wybrzeża morskiego, które wraz z Mierzeją Helską liczyło 140 kilometrów zaniedbanego gospodarczo wybrzeża Bałtyku.

## Upamiętnienie
Na brzegu odsłonięto i poświęcono pamiątkowy słup, na którym umieszczono wizerunek orła Jagiellonów, datę wydarzenia oraz napis: Roku Pańskiego 1920, 10 lutego Wojsko Polskie z generałem Józefem Hallerem na czele objęło na wieczne posiadanie polskie morze.
Wojciech Kossak zainspirowany tym wydarzeniem namalował obraz Zaślubiny Polski z morzem.
Uchwałą Sejmu RP VIII kadencji z 16 października 2019 rok 2020 został ustanowiony Rokiem Zaślubin Polski z Morzem w Pucku. Patronom roku 2020 poświęcono wydanie specjalne Kroniki Sejmowej.
Poczta Polska wyemitowała 10 lutego 2020 roku znaczek pocztowy o nominale 3,30 złotych upamiętniający setną rocznicę zaślubin. Autor projektu znaczka Jarosław Ochendzan wykorzystał obraz Zaślubiny Polski z morzem Kossaka ze zbiorów Muzeum Wojska Polskiego w Warszawie. Druk wykonano techniką offsetową na papierze fluorescencyjnym, w nakładzie 168 tysięcy sztuk.

## Kalendarium
Zaślubiny Polski z morzem w 1920:
- 10 lutego – Puck – generał Józef Haller
- 11 lutego – Wielka Wieś – rybacy z generałem Hallerem

Zaślubiny Polski z morzem w 1945:
- 15 marca – Dziwnówek – żołnierze 2 Dywizji Piechoty 1 AWP – z inicjatywy dowódcy 5 pułku piechoty pułkownika Antoniego Szabelskiego[8][9]
- 17 marca – Mrzeżyno – ułan kapral Sochaczewski
- 18 marca – Kołobrzeg – kapral Franciszek Niewidziajło